# Alagoas
Alagoas állam Brazíliában. Pernambuco és Sergipe között helyezkedik el, Bahia államot is érintve. Délen a São Francisco folyó határolja. Nagysága 27 933 km², lakossága 2 818 000 fő, népsűrűsége 101,5 fő/km². Fővárosa Maceió.

## Fekvése
Természetföldrajzilag két fő részre oszlik: egy keskeny partvidékre, amely lapos, fövenyes és terméketlen, és egy magasabb belföldre. Folyókban gazdag, de csak a San Francisco hajózható nagyobb járművekkel Piranhasig, a többi folyó csak kisebb csónakokkal járható. Ezek közül a Mundaú a Lagoa Mundaúba, a Breião a Lagoa Manguabába folyik, amelyek összeköttetésben állnak a tengerrel, és amelyekről az állam a nevét kapta (lagoa = lagúna). Az éghajlat szavanna.

## Története
Történetének első három évszázadában Alagoas Pernambuco kapitányság része volt, csak 1817-ben lett önálló kapitányság.
Kezdetben, a16. század első éveiben, Alagoas település lassan nőtt, bár a behozott rabszolgák munkája fellendítette a helyi gazdasági életet. A 16. és 17. században francia kalózok támadták területét, akiket a brazil fa vonzott.
1630-ban a területet a hollandok szerezték meg, akiket a cukorkereskedelem érdekelt Brazília egész északkeleti részén. A hollandok erődöt is építettek itt. 1646-ban feladták a területet.
Alagoas kapitányság 1817-es megalakulása előtti évtizedekben 200 cukorgyár működött területén, a cukornádon kívül gyapotot, dohányt és kukoricát termesztettek. 1822-ben, amikor Brazília függetlenné vált Portugáliától, Alagoas tartomány lett. 1839-ben a tartomány székhelye Alagoas városból Maceióba költözött, mert az utóbbi - kikötője miatt - gyorsabban nőtt.

## Nevezetes személyek
- Itt született Deodoro da Fonseca köztársasági elnök

1. ↑  https://censo2022.ibge.gov.br/panorama/mapas.html?tema=especies_cnefe&localidade=&recorte=N3